# سیارک ۱۶۱۵۴
سیارک ۱۶۱۵۴ (به انگلیسی: 16154 Dabramo، نامگذاری:2000AW2) شانزده هزار و صد و پنجاه و چهارمین سیارک کشف شده‌است که در ۱ ژانویه ۲۰۰۰ کشف شد.
قدر مطلق سیارک برابر ۱۲٫۱۰ است.